# 고기 코구아시빌리
고기 무르마노비치 코구아시빌리(러시아어: Гоги Мурманович Когуашви́ли, 1969년 4월 26일~)는 러시아의 레슬링 선수, 지도자이다. 1992년 하계 올림픽 그레코로만형 라이트헤비급에서 동메달을 획득했으며 세계 선수권 대회에서 금메달 5개, 동메달 1개, 유럽 선수권 대회에서 금메달 4개, 은메달 1개를 획득했다.